# 李群玉
李群玉（?—約862年），字文山，唐朝澧州（今湖南澧县）人。
性情旷逸，早年“幽沉江介，分托渔樵”，名氣遠播京城。杜牧游澧州時，专访李群玉，並勸他參加科舉。後前往應考，終不第。有诗才，風格“诗笔妍丽，才力遒健”。會昌三年（843年），裴休任湖南觀察使，群玉前往投奔。裴休後來擔任宰相，更器重他，大中八年（854年）由裴休推薦，向宣宗献诗三百首，宣宗以其歌诗“异常高雅”，赐以“锦彩器物”，後授弘文馆校书郎。曾考察過长沙窑。但因不適應晚唐官場，大中十三年（859年）告归。晚年飘泊四海，患有嚴重消渴（糖尿病）。咸通三年（862年）前後客死江西洪州。昭宗光化三年（900年），經韦庄奏请，追赠为进士出身。《全唐诗》录其诗263首。有一女，早夭。